# Garrulax galbanus
El charlatán goligualdo (Garrulax galbanus) es una especie de ave paseriforme de la familia Leiothrichidae endémica de las montañas del noreste del subcontinente indio. Anteriormente se consideraba conespecífico del charlatán coroniazul, del que se diferencia por tener el píleo de color gris claro (no azulado).

## Distribución y hábitat
El charlatán goligualdo se encuentra únicamente en las montañas entre el noreste de la India, Bangladés y el oeste de Birmania.